# Џизела (Аризона)
Џизела (енгл. Gisela) насељено је место без административног статуса у америчкој савезној држави Аризона.

## Демографија
По попису из 2010. године број становника је 570, што је 38 (7,1%) становника више него 2000. године.
| Група             | 2000.       | 2010.       |
| Белци             | 489 (91,9%) | 530 (93,0%) |
| Афроамериканци    | 0 (0,0%)    | 2 (0,4%)    |
| Азијати           | 0 (0,0%)    | 0 (0,0%)    |
| Хиспаноамериканци | 30 (5,6%)   | 25 (4,4%)   |
| Укупно            | 532         | 570         |